# 松栄町 (名古屋市)
松栄町（まつさかえちょう）は、愛知県名古屋市瑞穂区の地名。現行行政地名は松栄町1丁目及び松栄町2丁目。住居表示未実施地域。

## 地理
名古屋市瑞穂区北東部に位置する。東は春山町、西は陽明町、南は密柑山町、北は上山町に接する。

## 歴史

### 地名の由来
当地はかつて赤松が多い松林であり、縁起のよい松にちなんで名付けられたとされる。

### 沿革
- 1934年（昭和9年）6月1日 - 南区弥富町字上山・密柑山および春日町・青山町・密柑山町の各一部により、同区松栄町1〜2丁目として成立[1]。
- 1937年（昭和12年）10月1日 - 行政区の変更に伴い、昭和区松栄町となる[9]。
- 1944年（昭和19年）2月11日 - 行政区の変更に伴い、瑞穂区松栄町となる[9]。

## 世帯数と人口
2019年（平成31年）3月1日現在の世帯数と人口は以下の通りである。
| 町丁   | 世帯数  | 人口    |
| ------ | ------- | ------- |
| 松栄町 | 525世帯 | 1,209人 |

### 人口の変遷
国勢調査による人口の推移
| 1950年（昭和25年） | 574人   | [ 10 ] |  |
| 1955年（昭和30年） | 700人   | [ 10 ] |  |
| 1960年（昭和35年） | 976人   | [ 11 ] |  |
| 1965年（昭和40年） | 1,097人 | [ 11 ] |  |
| 1970年（昭和45年） | 1,124人 | [ 12 ] |  |
| 1975年（昭和50年） | 1,124人 | [ 12 ] |  |
| 1980年（昭和55年） | 1,053人 | [ 13 ] |  |
| 1985年（昭和60年） | 1,158人 | [ 13 ] |  |
| 1990年（平成2年）  | 1,253人 | [ 14 ] |  |
| 1995年（平成7年）  | 1,207人 | [ 15 ] |  |
| 2000年（平成12年） | 1,185人 | [ 16 ] |  |
| 2005年（平成17年） | 1,196人 | [ 17 ] |  |
| 2010年（平成22年） | 1,194人 | [ 18 ] |  |

## 学区
市立小・中学校に通う場合、学校等は以下の通りとなる。また、公立高等学校に通う場合の学区は以下の通りとなる。
| 番・番地等 | 小学校               | 中学校               | 高等学校 |
| ---------- | -------------------- | -------------------- | -------- |
| 全域       | 名古屋市立陽明小学校 | 名古屋市立汐路中学校 | 尾張学区 |

## 施設
- 森田病院[7]
- 曹洞宗梅雲寺[7]北緯35度7分56.9秒 東経136度56分50.5秒 / 北緯35.132472度 東経136.947361度

## その他

### 日本郵便
- 郵便番号 : 467-0025[4]（集配局：瑞穂郵便局[21]）。